# Азуяська сільська рада
А́зуяська сільська рада (ест. Asuja külanõukogu, рос. Асуяский сельский совет) — сільська рада в Естонській РСР, адміністративно-територіальна одиниця в складі повіту Пярнумаа (1945—1950) та Кілінґі-Ниммеського району (1950—1954).

## Населені пункти
Сільській раді підпорядковувалися села: Посса (Possa), Мийзакюла (Mõisaküla), Пігке (Pihke), Нопсте (Непсте) (Nopste (Nepste), Мяе (Mäe).

## Історія
16 серпня 1945 року на території волості Лайксааре в Пярнуському повіті утворена Азуяська сільська рада з центром у селі Лайксааре-Мийзакюла.
26 вересня 1950 року, після скасування в Естонській РСР повітового та волосного поділу, сільська рада ввійшла до складу новоутвореного Кілінґі-Ниммеського сільського району.
17 червня 1954 року в процесі укрупнення сільських рад Естонської РСР Азуяська сільська рада ліквідована, а її територія поділена між Таліською та Массіаруською сільськими радами.